# 終極警探3
《終極警探3》（英語：Die Hard with a Vengeance），是於1995年上映的美國動作驚悚電影，也是《終極警探》系列的第三部，由布魯斯·威利斯飾演約翰·麥克連，森姆·積遜飾演主角的拍檔宙斯·卡佛（Zeus Carver）。 傑瑞米·艾倫斯則飾演恐怖份子賽門·格魯伯（Simon Gruber）。第一部電影的導演約翰·麥克蒂爾南（John McTiernan）回歸執導這部電影。而莊尼森·軒斯利（Jonathan Hensleigh）則為編劇。

## 劇情
紐約警探約翰·麥克連這一次面對的敵人是賽門·格魯伯（Simon Gruber），《終極警探》第一集中的恐怖份子漢斯·格魯伯是他的哥哥，漢斯最後被麥克連所殺。
麥克連以拼命三郎的作風為他贏得紐約市最佳警探勳章，但表現優異的結果，換來的是婚姻觸礁，連小孩的監護權也沒有，他在孤獨與不滿的情緒包圍下，成為靡爛的酗酒者，拒絕與任何人接觸。不過一件爆炸案讓他不得不振作精神，去面對猖狂的犯罪份子。
紐約市一家百貨公司發生爆炸，紐約市警察局因此派人前往調查，此時一個叫賽門的人打電話給紐約市警察局，說爆炸案是他做的，並指定要找麥克連玩“Simon says”的遊戲，要求麥克連執行他下的指令，解開他出的謎題，如果不從，就要引爆另外一處的炸彈。賽門並聲稱，這一切都是為了替死於麥克連之手的哥哥漢斯報仇。麥克連在無計可施的情況下，只好和無端捲入其中的雜貨店老闆宙斯·卡佛合作，設法解開對方出的謎題，以避免爆炸造成的傷亡。但在解謎的過程中，麥克連開始意識到賽門另有目的......
原來賽門真正的目的，是偷走紐約聯邦儲備銀行金庫裡面的黃金，引爆炸彈是為了製造一條運送黃金的地道，而所謂的「報仇」、「玩遊戲」都只是他用來掩飾其行動的幌子。麥克連發現賽門的目的後，便決定要全力阻止他的陰謀。但賽門用調虎離山之計，向紐約警方誆稱自己已在一間學校放置大量炸藥，不准警方疏散學生及使用無線電，否則就要直接引爆，無計可施的紐約警方只好採取最原始的地毯式搜索，想辦法在時限內翻遍所有學校，整個華爾街因此呈現「空城」狀態，賽門等人自然也就不費吹灰之力的把黃金全搬空了。不過麥克連並不死心，他和卡佛一路追趕，想阻止賽門等人逃逸，卻差點把命葬送在對方設下的陷阱裡。
事情發展到這個地步，麥克連和紐約警方可以說是一敗塗地，不過麥克連還是沒放棄，他根據賽門隨手丟棄的阿斯匹靈藥瓶判斷，賽門等人應該會逃向加拿大，於是麥克連一行人前往加拿大，並聯合當地警方突襲賽門等人佔領的一間倉庫。賽門見大批警力來到，率領手下欲做最後反抗，但麥克連巧施妙計，讓賽門和女友卡佳乘坐的直升機墜毀，炸成一團火球，其餘手下則全數束手就擒。

## 演員
| 演員                           | 角色                        | 身份                   |
| ------------------------------ | --------------------------- | ---------------------- |
| 布魯斯·威利斯（Bruce Willis）  | 約翰·麥克連（John McClane） | 紐約警探               |
| 傑瑞米·艾倫斯（Jeremy Irons）  | 賽門·格魯伯（Simon Gruber）            | 恐怖份子頭目           |
| 森姆·積遜（Samuel L. Jackson） | 宙斯·卡佛（Zeus Carver）             | 紐約黑人區商店老板     |
| 森·菲臘斯（Sam Phillips）      | 卡佳（Katya）               | 西蒙·格魯伯 女友兼助手 |
| 拉里·波哲文（Larry Bryggman）  | 華特·高比（Walter Cobb）    | 紐約幫辦               |
| 基咸·堅尼（Graham Greene）     | 林警官（Off. Joe Lambert）  | 紐約警探               |

## 製作
主體拍攝於1994年7月30日開始，於纽约進行製作。

## 外部連結
- 互联网电影数据库（IMDb）上《終極警探3》的资料（英文）
- 爛番茄上《終極警探3》的資料（英文）
- Metacritic上《終極警探3》的資料（英文）
- Box Office Mojo上《終極警探3》的資料（英文）
- AllMovie上《終極警探3》的资料（英文）
- 開眼電影網上《終極警探3》的資料（繁體中文）
- 时光网上《終極警探3》的資料（简体中文）
- 豆瓣电影上《終極警探3》的資料 （简体中文）